# Potvrzení o zaměstnání
Potvrzení o zaměstnání, známější pod pojmem zápočtový list, je dokument, který je zaměstnavatel povinen vydat zaměstnanci při skončení pracovního poměru. Tato povinnost se vztahuje i na skončení dohody o pracovní činnosti (DPČ) a dohody o provedení práce (DPP), uvedena je v § 313 zákona č. 262/2006 Sb., zákoník práce, společně s náležitostmi, které musí potvrzení o zaměstnání obsahovat.

## Povinné údaje
První povinností je zápočtový list vydat, zaměstnavatel tak učinit musí při skončení pracovního poměru. Samotné potvrzení musí obsahovat:
1. Údaje o zaměstnání – pracovní poměr, DPČ, DPP a trvání zaměstnání
2. Druh vykonávaných prací
3. Získanou kvalifikaci
4. Odpracovanou dobu (kvůli maximální expoziční době)
5. Údaje o případných srážkách ze mzdy

## Údaje uvedené na žádost zaměstnance
Až na žádost zaměstnance musí zaměstnavatel vydat dokument, ve kterém je uvedena průměrná mzda pro potřeby stanovení výše podpory v nezaměstnanosti.

## Pracovní posudek
Pracovní posudek se vydává na žádost zaměstnance a bez jeho souhlasu nesmí obsahovat osobní informace, které se přímo nevztahují na vykonávanou práci.